# Сыраи
Сыраи́ (укр. Сираї) — село в Козелецком районе Черниговской области Украины. Население 482 человек. Занимает площадь 1,838 км².
Код КОАТУУ: 7422089301. Почтовый индекс: 17081. Телефонный код: +380 4646.

## Власть
Орган местного самоуправления — Сыраевский сельский совет. Почтовый адрес: 17081, Черниговская обл., Козелецкий р-н, с. Сыраи, ул. Киевская, 44.

## Галерея

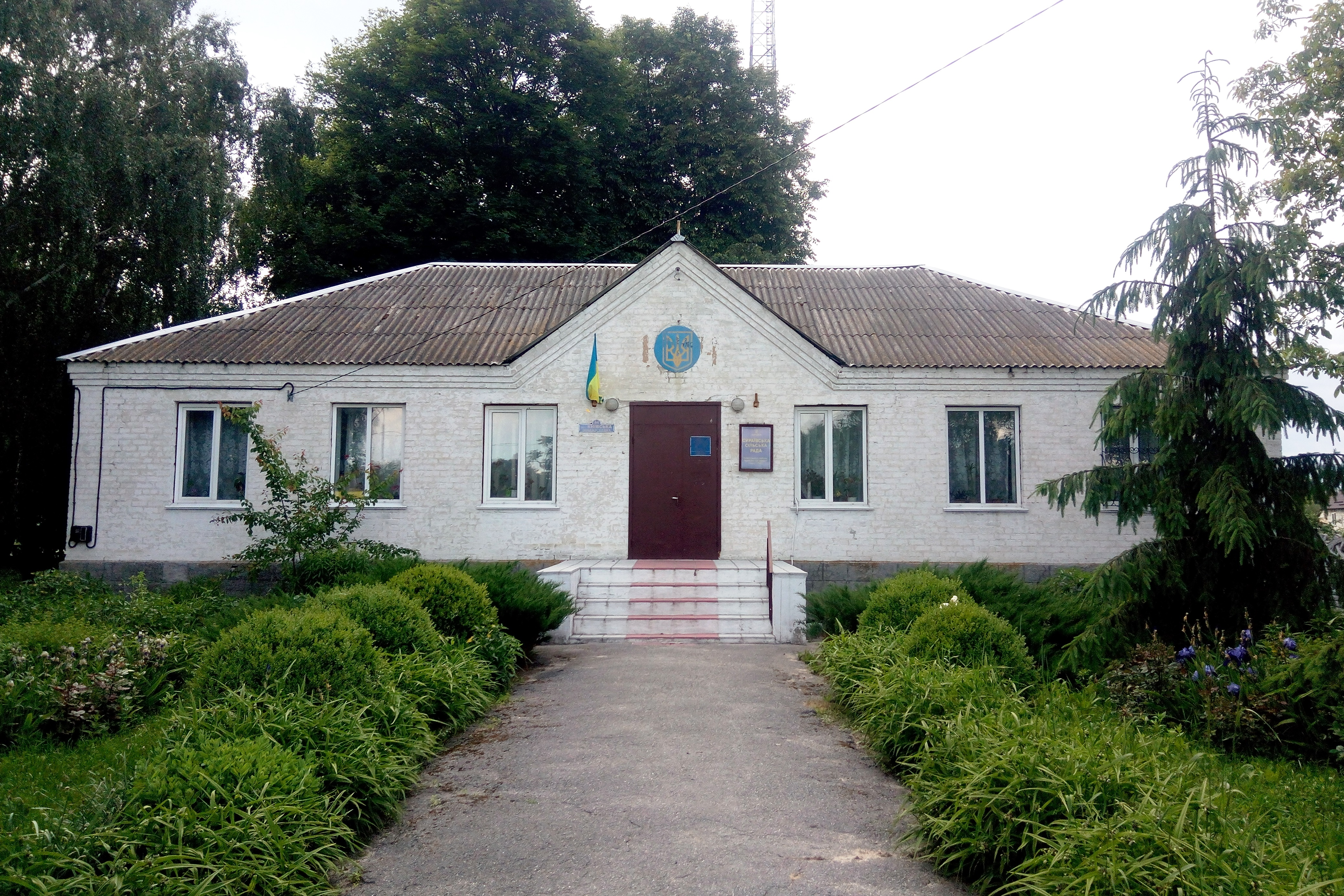
сільська рада
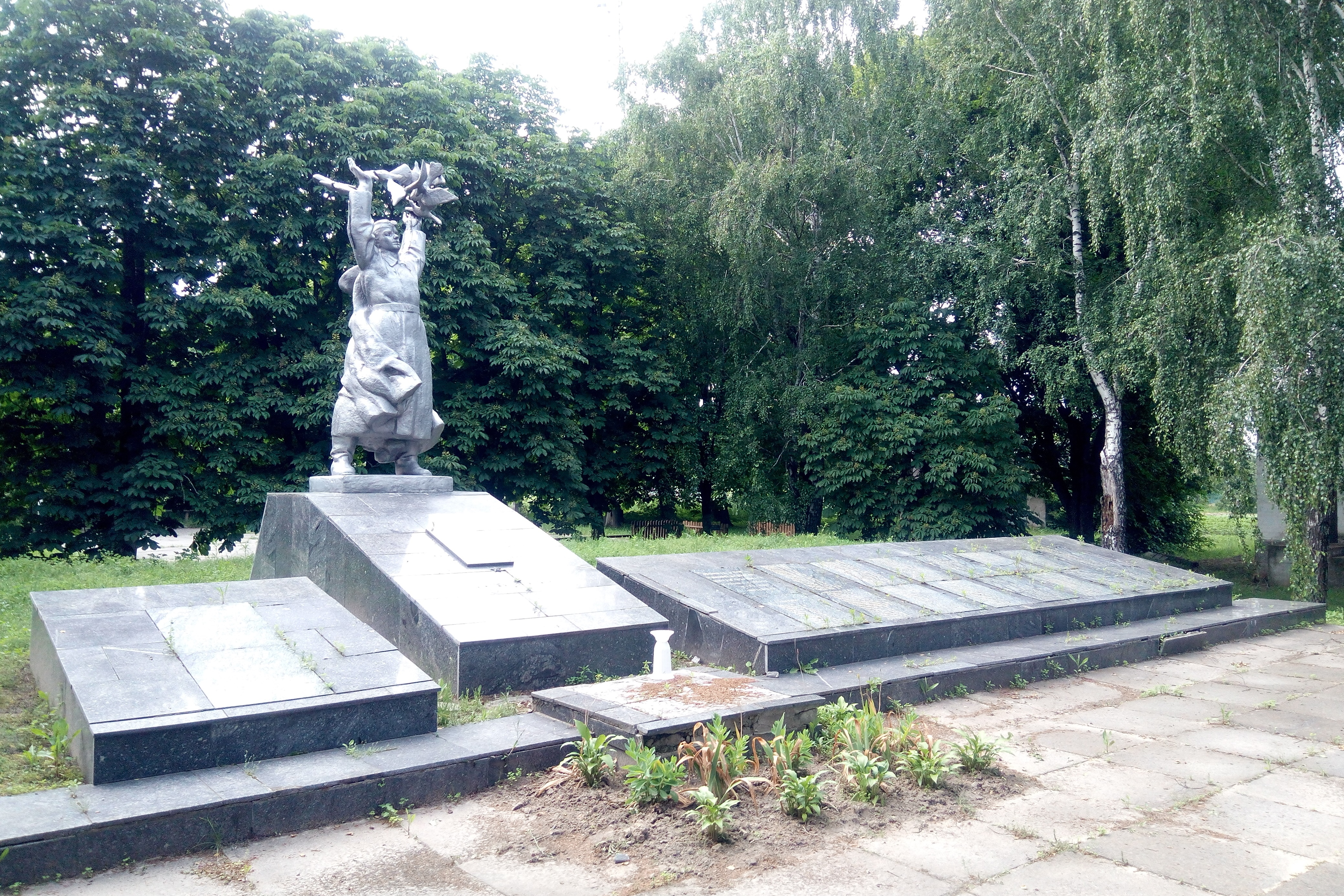
Монумент героям Вов
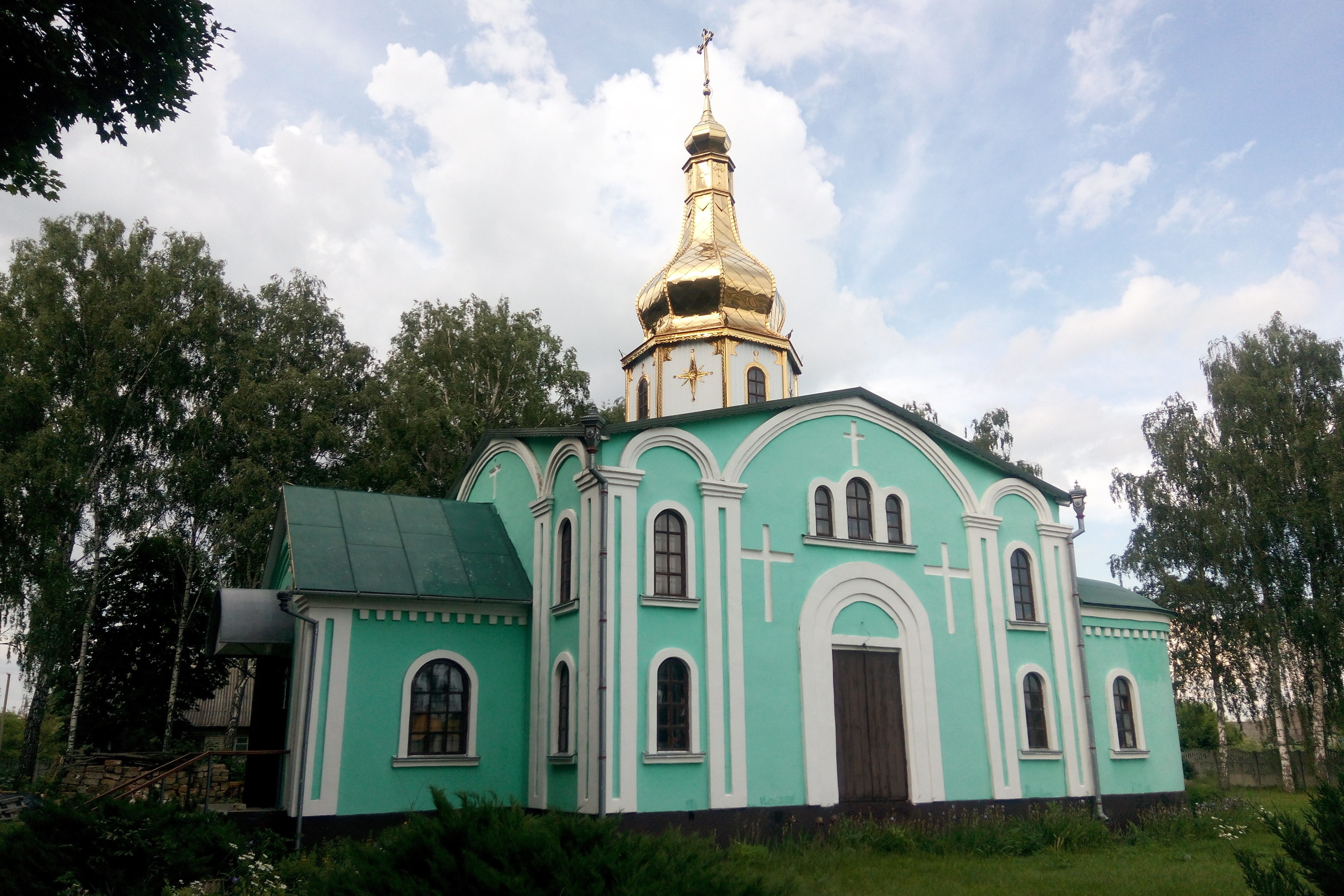
свято троїцька церква
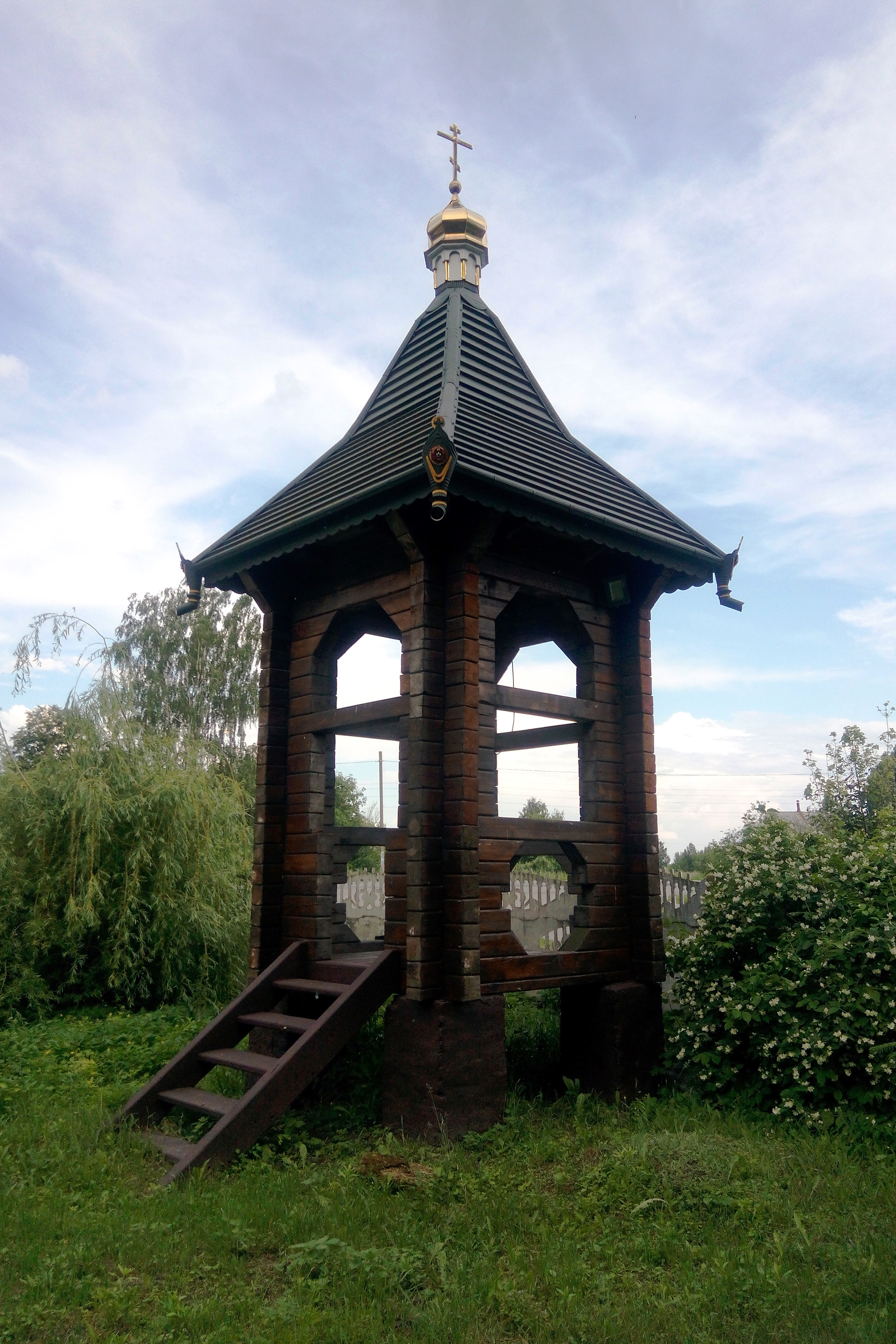
церковна колокольня
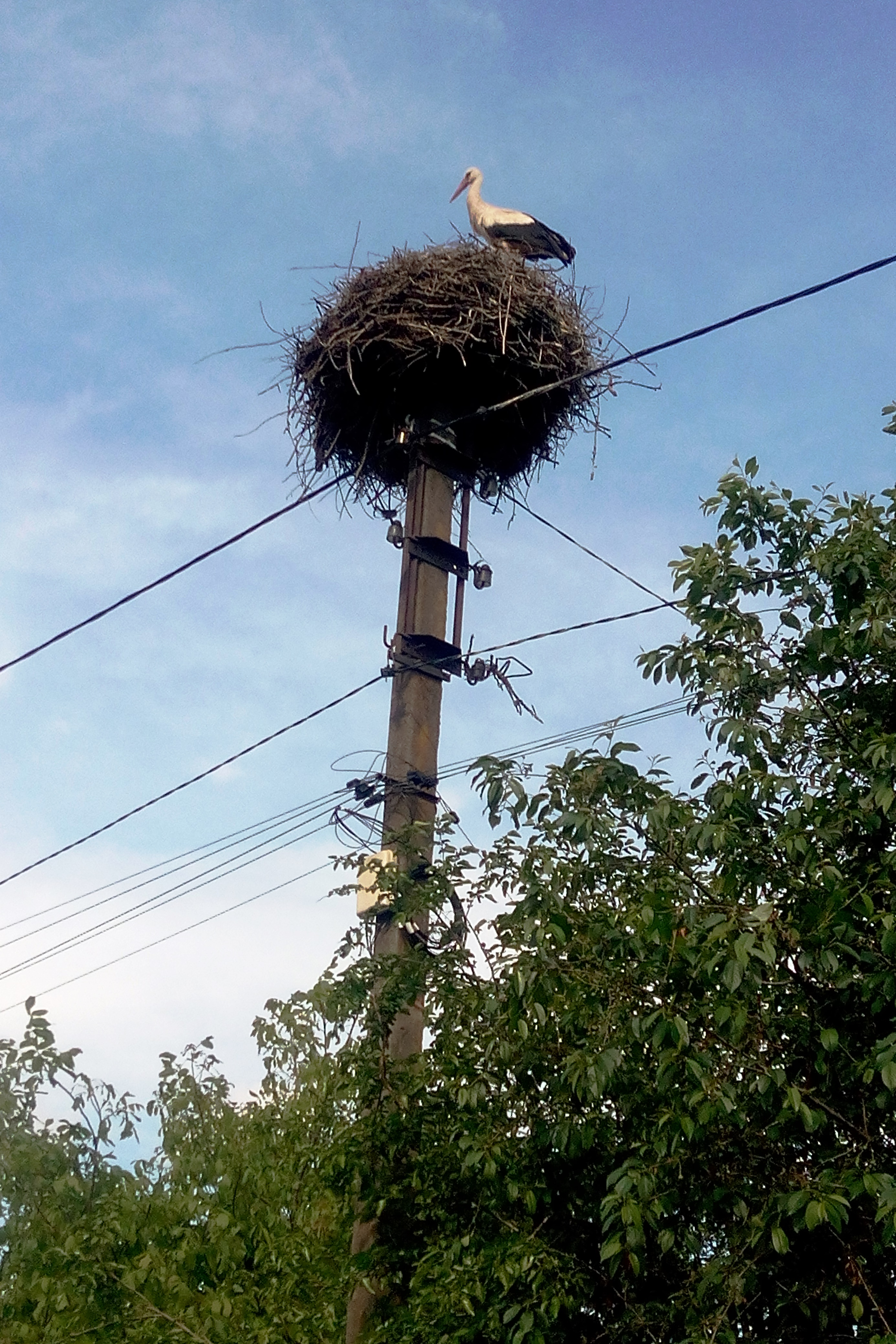
гніздо аїста